# أليكس وودز
أليكس وودز (بالإنجليزية: Alex Woods)‏ (7 أكتوبر 1982 في الولايات المتحدة - ) هو لاعب كرة قدم أمريكي في مركز الدفاع. لعب مع نادي دالاس وهيوستن دينامو وتشارلستون بيتري وCharlotte Eagles ‏ وأتلانتا سيلفرباكس.

## وصلات خارجية
- أليكس وودز على موقع الدوري الأمريكي (الإنجليزية)
- أليكس وودز على موقع قاعدة بيانات كرة القدم.إي يو (الإنجليزية)